# Euhesma xana
Euhesma xana is een vliesvleugelig insect uit de familie Colletidae. De wetenschappelijke naam van de soort is voor het eerst geldig gepubliceerd in 2001 door Elizabeth M. Exley.
De soort komt voor in Queensland (Australië). Ze werd aangetroffen op bloemen van Xanthorrhoea, vanwaar de soortnaam is afgeleid.